# Lichfield-evangeliën

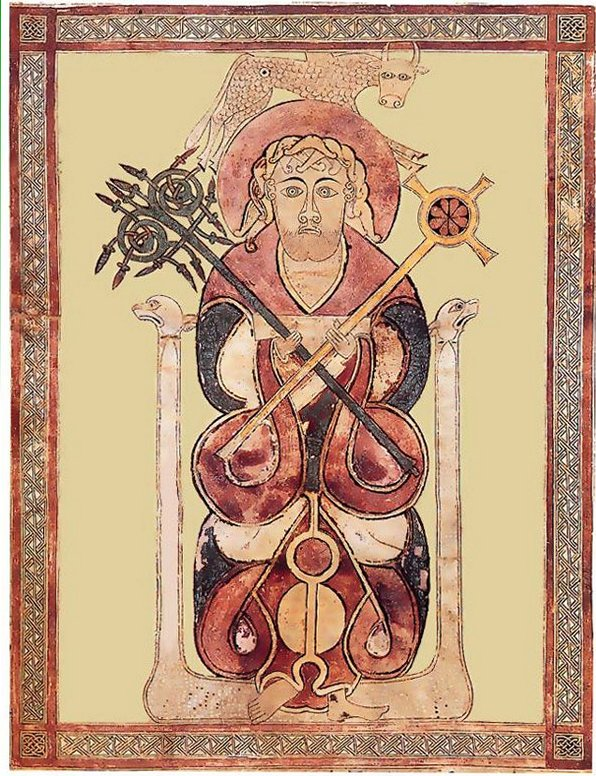
Pagina uit de Lichfield-evangeliën

De Lichfield-evangeliën (ook wel bekend als de Chad-evangeliën, het Boek van Chad, de evangeliën van Sint Chad, de Sint Teilo-evangeliën, en vele andere variaties) is een insulair evangelieboek uit de achtste eeuw en wordt bewaard in de Kathedraal van Lichfield. Er zijn 236 overgebleven folios, waarvan er acht zijn versierd. Vier andere hebben teksten met een kader. De pagina's zelf hebben een afmeting van 30.8 cm bij 23.5 cm. Het manuscript is ook belangrijk omdat het marginalia bevat, een van de eerste voorbeelden van geschreven Welsh. Peter Lord dateert het boek tot 730, waardoor het geplaatst wordt voor het Book of Kells maar na het Lindisfarne-evangeliarium.
Het manuscript werd herbonden in 1962 door Roger Powell. Toen werd er ook ontdekt dat bij het herbinden in 1862 de pagina's van het manuscript werden gesneden in enkele pagina's en dat de pagina's tijdens het herbinden in 1707 zijn bijgesneden.
Ada-evangeliarium · Barberini-evangeliarium · Boek van Armagh · Evangeliarium van Augustinus van Canterbury · Book of Durrow · Book of Kells · Codex Argenteus · Codex aureus van St. Emmeram · Codex Carolinus · Codex Aureus Epternacensis · Codex Eyckensis · Codex Gissensis · Diatessaron · Durham-evangeliarium · Evangeliarium van Echternach · Evangeliarium van Egmond · Evangeliarium van Lorsch · Gefragmenteerd evangelieboek (A. II. 10.) · Godescalc-evangelistarium · Lichfield-evangeliën · Lindisfarne-evangeliarium · Luikse diatessaron · Mac Durnan-evangeliarium · Middelnederlandse Apocalyps · Minuskel 76 · Evangeliarium van Munsterbilzen · Otho-Corpus-evangeliarium · Evangelieboek van Sankt Gallen · Xanten-evangeliarium